# Volkseigener Betrieb

Logo completo della VEB.

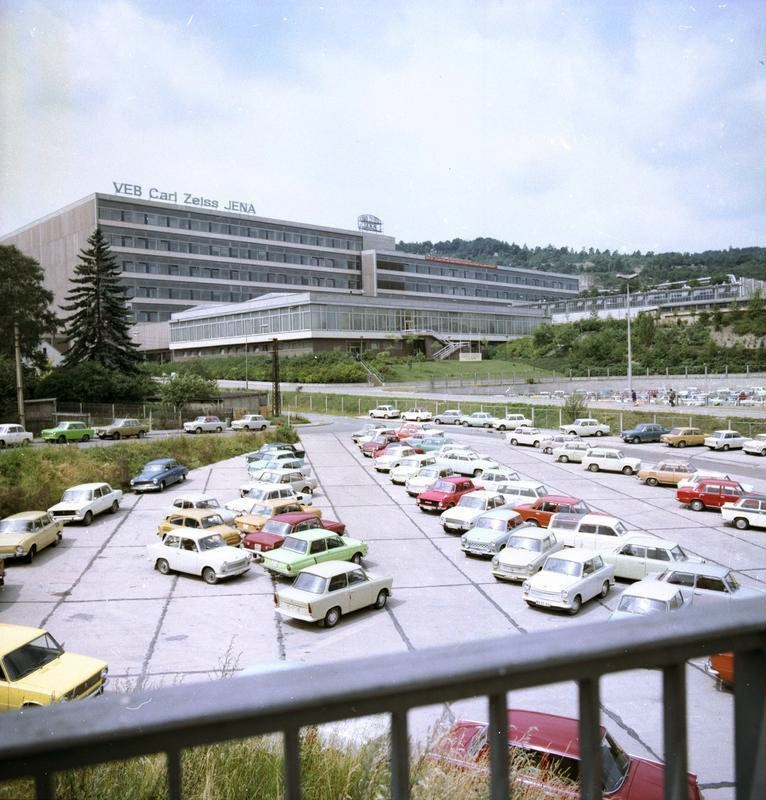
Fotografia del 1978 della VEB Carl Zeiss a Jena.

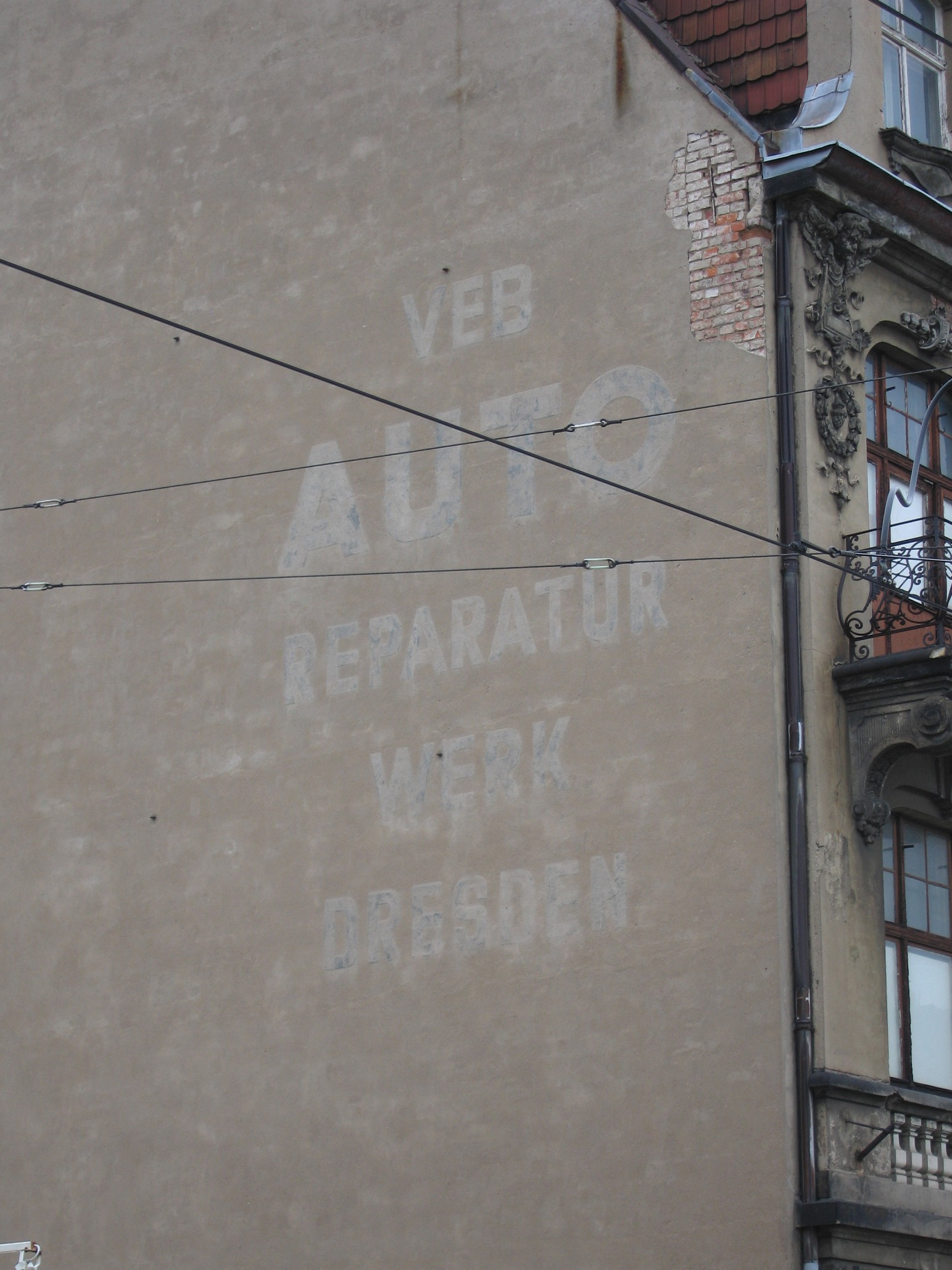
Pubblicità ormai sbiadita di un VEB a Dresda.

Volkseigener Betrieb, (conosciuto anche con la sigla VEB e traducibile dal tedesco come "attività del popolo"), era una forma giuridica di impresa in vigore nella Zona di occupazione sovietica e poi nella Repubblica Democratica Tedesca (RDT).
Era il nome dato alle imprese statali nell'ex RDT. Queste società erano spesso raggruppate in combinazioni all'interno dei grandi bacini industriali del paese.

## Storia
Questi conglomerati industriali nacquero dopo la nazionalizzazione di massa tra il 1945 e gli inizi degli anni '60 e la consegna di circa 33 imprese assunte dall'URSS come riparazioni di guerra nel 1954. Nel 1989 i VEB impiegavano il 79,9% della forza lavoro tedesca orientale. Dopo la riunificazione tedesca nel 1990 e l'introduzione dell'economia di mercato nell'ex blocco socialista, la proprietà di circa 8000 imprese di proprietà pubblica passò ai Treuhand, (in Italiano: agenzia di fiducia) che ha vigilato e supervisionato le aziende privatizzate della Germania orientale.

## Descrizione
L'amministratore delegato di un VEB è chiamato anche: gestore di impianti o lavori (in tedesco: Werkleiter, Werkdirektor Betriebsdirektor), ed è assistito ai suoi compiti dal primo segretario dell'organizzazione del partito di fabbrica (Betriebsparteiorganisation), dai membri del SED e dal presidente del sindacato di fabbrica (Betriebsgewerkschaftsleitung) e da altri subordinati.
I VEB sono stati inizialmente integrati in un'unità superiore denominata Associazioni di operazioni pubbliche (Vereinigung Volkseigener Betriebe) con la sigla VVB.  Dal 1979 Sia i VEB che i VVB vennero riuniti in VEB Kombinate In questo sistema, il termine "Kombinate" è stato spesso abbandonato e il termine "VEB" di solito implicava il gruppo anziché la singola fabbrica, l'organizzazione di tutte le imprese statali era di competenza della Commissione di pianificazione dello Stato. I VEB hanno avuto in possesso delle squadre sportive aziendali che svolsero un ruolo importante nella promozione dello sport, incentivando i propri cittadini a prenderne parte.

## Esempi di VEB
- VEB Automobilwerk Eisenach
- VEB Braunkohlenwerk Gustav Sobottka Röblingen
- VEB Deutsche Schallplatten
- VEB Deutsche Seereederei
- VEB Elbewerften Boizenburg/Roßlau
- VEB Fahrzeug- und Gerätewerk Simson Suhl
- VEB Filmfabrik Wolfen
- Hochseeschiffbau Mathias-Thesen-Werft Wismar VEB
- VEB Jehmlich Orgelbau Dresden
- VEB Lokomotivbau Karl Marx Babelsberg (LKM)
- VEB Lokomotivbau Elektrotechnische Werke Hans Beimler Hennigsdorf (LEW)
- VEB Meissen Porzellan
- VEB Motorradwerk Zschopau
- VEB Polytechnik
- VEB Planeta
- VEB Robotron
- VEB Sachsenring Automobilwerke Zwickau
- VEB Typoart
- VEB Uhrenwerke Ruhla
- VEB Volkswerft (Stralsund)
- Kombinat VEB Zeiss Jena